# Brda (berg i Tjeckien)
Brda är ett berg i Tjeckien.   Det ligger i regionen Mellersta Böhmen, i den centrala delen av landet, 50 km sydväst om huvudstaden Prag. Toppen på Brda är 773 meter över havet.
Terrängen runt Brda är huvudsakligen kuperad, men åt sydost är den platt. Runt Brda är det ganska tätbefolkat, med 134 invånare per kvadratkilometer. Närmaste större samhälle är Příbram, 8,5 km sydost om Brda. I omgivningarna runt Brda växer i huvudsak barrskog.